# الحشرج (حريب)

تعديل مصدري - تعديل

الحشرج هي إحدى قرى عزلة الطابير بمديرية حريب التابعة لمحافظة مأرب، بلغ تعداد سكانها 386 نسمة حسب تعداد اليمن لعام 2004.